# Epeorus caucasicus iranicus
Epeorus caucasicus iranicus es una subespecie de efímera del género Epeorus, familia, Heptageniidae. Fue descrita por Braasch & Soldán en 1979.

## Descripción
Posee franjas oblicuas en los esternones abdominales.

## Distribución y hábitat
Se distribuye por Irán, en los montes Elburz (también conocido como Alborz). Se ha encontrado a altitudes de hasta 2220 m s. n. m.